# 馬上發財
馬上發財（英語：Horse Of Fortune，來港前稱Strongman），是一匹曾在南非和香港出賽的已退役賽駒，來港後前期練馬師是苗禮德，後期練馬師是葉楚航。

## 簡介
2016年3月23日，田泰安策騎「馬上發財」勝出第一班盃賽跑馬地銀瓶。
2016年11月6日，田泰安策騎「馬上發財」勝出國際三級賽婦女銀袋賽。
2017年6月25日，麥偉利策騎「馬上發財」勝出國際三級賽精英碟。
2018年5月26日，田泰安策騎「馬上發財」遠征新加坡，角逐克蘭芝馬場的新加坡一級賽克蘭芝一哩賽，最終取得第二名，落後頭馬的「川河尊駒」三個馬位之後過終點。
2019年3月3日，蘇兆輝策騎「馬上發財」勝出在澳門氹仔馬場的澳門一級賽澳港盃。
2019年3月4日，「馬上發財」宣告退役，正式結束其競賽生涯。

## 在港勝出賽事全紀錄
| 比賽日期   | 賽事名稱     | 賽事班次 | 賽道 | 賽事路程 | 比賽馬場   | 名次 | 完成時間 | 騎師   |
| ---------- | ------------ | -------- | ---- | -------- | ---------- | ---- | -------- | ------ |
| 10/06/2015 | 麗閣讓賽     | 第三班   | 草地 | 1650米   | 跑馬地馬場 | 1    | 1:39.93  | 羅理雅 |
| 22/10/2015 | 尖風山讓賽   | 第二班   | 草地 | 1650米   | 跑馬地馬場 | 1    | 1:41.23  | 田泰安 |
| 24/02/2016 | 山光讓賽     | 第一班   | 草地 | 1650米   | 跑馬地馬場 | 1    | 1:39.83  | 田泰安 |
| 23/03/2016 | 跑馬地銀瓶   | 第一班   | 草地 | 1800米   | 跑馬地馬場 | 1    | 1:49.46  | 田泰安 |
| 06/11/2016 | 莎莎婦女銀袋 | G3       | 草地 | 1800米   | 沙田馬場   | 1    | 1:47.17  | 田泰安 |
| 25/06/2017 | 精英碟       | G3       | 草地 | 1800米   | 沙田馬場   | 1    | 1:48.09  | 麥偉利 |
| 03/03/2019 | 澳港盃       | MAC G1   | 草地 | 1500米   | 氹仔馬場   | 1    | 1:32.00  | 蘇兆輝 |

## 外部連結
- . 香港賽馬會. 2016-03-23  [2020-05-21]. （原始内容存档于2021-02-28）. （页面存档备份，存于）
- . 香港賽馬會. 2016-11-06  [2020-05-21]. （原始内容存档于2021-03-01）. （页面存档备份，存于）
- . 香港賽馬會. 2017-06-25  [2020-05-21]. （原始内容存档于2021-03-04）. （页面存档备份，存于）
- . 香港賽馬會. 2019-03-03  [2020-05-21]. （原始内容存档于2021-11-27）. （页面存档备份，存于）